# 袁小聪
袁小聪，教授，主要从事高灵敏传感、超分辨显微成像等方面的研究工作。担任国际光学工程学会会士，美国光学学会会士，《中国光学》副主编，入选中华人民共和国教育部2008年度"长江学者"特聘教授。